# 뉴 건담
뉴 건담은 우주세기를 바탕으로 하는 건담시리즈 중 《역습의 샤야》 극장판에서 등장하는 주역 기체이다. 주인공인 아무로 레이 전용기이다. 에너하임사에서 아무로 레이의 설계를 바탕으로 개발되었으며, 론도 벨의 라 카이람에 전투배치된다. 아무로 레이의 숙적인 샤아 아즈나블의 정보 제공으로 무버블 프레임의 일부엔 사이코뮤 시스템(사이코 프레임)이 탑재되어 있다.또한 무장으로는 사이코뮤를 이용한 핀판넬을 사용해 적의 MS를 직접 사격을 하지 않아도 파괴시킬 수 있다. 물론 급조한 기체답게 판넬을 수거하는 판넬 컨테이너는 없다. 극중의 클라이맥스에선 사자비와의 교전에서 사자비를 이기고, 샤아가 탄 탈출 포드를 포획해 극장판 마지막 장면에서 지구로 낙하하는 엑시즈를 기라 도가,제간과 함께  온 몸으로 막아내어 낙하를 저지하며. 공식적으로는 아무로 레이,샤아 아즈나블과 함께 행방불명으로 처리된다. 그리고 뉴 건담의 소설판인 하이 뉴 건담과,사이코 프레임 채용 양산기인 시난주 스타인이 있다.